# Svømmeklubben NORD
Svømmeklubben NORD er en dansk svømmeklub, der ligger i Nørresundby i det nordjyske.
Klubben blev stiftet 3. august 1922 under navnet Nørresundby Svømmeklub og havde dengang 22 medlemmer.
Klubben havde i 2003 et medlemstal på 960 medlemmer. Udover svømning har klubben også dykning.
Klubben har 3 afdelinger: Konkurrenceafdelingen, svømmeskolen og dykning. 